# Liste des instituts archéologiques étrangers à Athènes
Il existe dix-sept instituts archéologiques étrangers à Athènes, officiellement agréés et également appelés « écoles ». La plupart de ces instituts possèdent des bibliothèques spécialisées en archéologie et en littérature grecque antique, organisent des programmes de conférences, attribuent des bourses d'études et offrent un hébergement. Certains d'entre-eux entretiennent des fouilles permanentes ou des centres d’études en dehors d'Athènes. Il existe également une bibliothèque archéologique indépendante à Athènes ainsi qu'un institut de recherche étranger basé hors d'Athènes.

## Instituts archéologiques étrangers à Athènes
- Allemagne : Institut archéologique allemand d'Athènes (DAI Athens)
- Australie : Institut archéologique australien à Athènes (en) (AAIA)
- Autriche : Institut archéologique autrichien d'Athènes (ÖAI Athens)
- Belgique : École belge d'Athènes (EBSA)
- Canada : Institut canadien en Grèce (en) (CIG-ICG)
- Danemark : Institut danois d'Athènes (DIA)
- États-Unis : École américaine d'études classiques à Athènes (ASCSA)
- Finlande : Institut finlandais d'Athènes (FIA)
- France : École française d'Athènes (EfA)
- Géorgie : Institut géorgien d'Athènes
- Irlande : Institut irlandais d'études helléniques à Athènes (en) (IIHSA)
- Italie : École archéologique italienne d'Athènes (SAIA)
- Norvège : Institut norvégien d'Athènes (also NIA)
- Pays-Bas : Institut néerlandais d'Athènes (en) (NIA)
- Roumanie : Institut archéologique roumain d'Athènes (RAIA)[1]
- Royaume-Uni : École britannique à Athènes (BSA)
- Suède : Institut suédois à Athènes (SIA)
- Suisse : École suisse d'archéologie en Grèce (ESAG/SASG/SEAG)

## Institut de recherche archéologique étranger basé hors d'Athènes
- Institut d'étude de la préhistoire égéenne pour la Crète orientale (en) (INSTAP-SCEG), Pacheia Ammos, Crète

## Bibliothèque archéologique gérée par des pays étrangers à Athènes
- Bibliothèque nordique à Athènes (en)

## Centres permanents étrangers d'études ou de fouilles basés hors d'Athènes
- Corinthe (Corinthie) – école américaine
- Délos (Cyclades) – école française
- Delphes (Phocide) – école française
- Érétrie (Eubée) – école suisse
- Cnossos (Crète) – école britannique
- Malia (Crète) – école française
- Nauplie/Tirynthe (Argolide) – école allemande
- Nauplie (Argolide) – école suédoise
- Olympie (Elis) – école allemande
- Palékastro (Crète) – école britannique
- Phaistos (Crète) – école italienne
- Gortyne (Crète) – école italienne